# Pogonatum nipponicum
Pogonatum nipponicum är en bladmossart som beskrevs av Noguchi och Osada in Osada 1965. Pogonatum nipponicum ingår i släktet grävlingmossor, och familjen Polytrichaceae. Inga underarter finns listade i Catalogue of Life.